# Aardbeving Ljubljana 1895
Op Paaszondag, 14 april 1895, om 23:17 uur lokale, tijd vond in Ljubljana een aardbeving plaats. Het hypocentrum bevond zich op een diepte van 16 km. De beving had een kracht van Mw 6,1 en een intensiviteit van VIII-IX op de schaal van Mercalli. Het wordt samen met de aardbeving van Villach in 1348 en de aardbeving van Idrija in 1511 gezien als de zwaarste drie aardbevingen in het Sloveens gebied.
De aardbeving was het felst in het gebied rond de stad Ljubljana, het moeras van Ljubljana en noordelijk tot Vodice. Op het moment van de eerste schokken sliep de meerderheid van de bevolking al. Het lawaai en de trillingen boezemden de inwoners van Ljubljana angst in en verlieten ze hun huizen. De schokken hielden de hele nacht aan, maar namen ten opzichte van de hoofdschok in kracht af. Omdat de inwoners van de stad niet naar huizen konden terugkeren, zaten alle parken en pleinen van Ljubljana vol. In de tien dagen na de aardbeving vonder er nog meer dan honderd naschokken plaats, waardoor nog meer inwoners dakloos raakten. Uit gegevens blijken dat de aardbeving voelbaar was tot in Wenen, Split, Assisi, Florence en Alessandria.

## Schade en slachtoffers
Op het moment van de aardbeving telde de stad een bevolking van 31 221. Bij de aardbeving kwamen 21 mensen om het leven. In Ljubljana en omgeving kwamen zeven mensen om het leven, velen raakten gewond en in Vodice raakten drie kinderen bedolven onder het puin. De meesten stierven aan hun verwondingen vallend puin van de daken, anderen raakten bedolven onder de ingestorte plafonds. Sommigen stierven tijdens de reddingsacties. De volgende ochtend nam de stadsraad van Ljubljana veiligheidsmaatregelen en een aantal dringende maatregelen om de zwaarst getroffen inwoners te helpen. De politie hield toezicht op de straten en controleerden de beschadigde huizen op hun stabiliteit. 59 personen werden aangehouden tussen 14 april en 23 april op verdenking van diefstal.
Van de 1373 huizen in Ljubljana waren 589 van één verdieping, 437 met twee verdiepingen, 264 met drie verdiepingen, 77 met vier verdiepingen en zes met vijf verdiepingen. 141 gebouwen liepen zware schade op en de meerderheid ervan moest afgebroken worden.Maar een dertigtal gebouwen bleven volledig intact.

## Hulpverlening
Alle scholen in de stad werden gesloten, alsook enkele fabrieken. Enkele dagen na de aardbeving kwamen legereenheden aan in de stad, die in korte tijd elf bivakken bouwden voor de daklozen in de voorsteden van Ljubljana. De meeste stedelingen trokken naar familieleden op het platteland. In de stad ontstond een groot tentenkamp. Net als de paters van het franciscanenklooster, die zich schuilhielden achter hun muren, en de zusters van het Ursulinenklooster, die ook gevlucht waren, kregen deze personen veel kritiek in de kranten, wegens hun gebrek aan solidariteit.  De meer vermogenden overnachtten in karren of koetsen. 

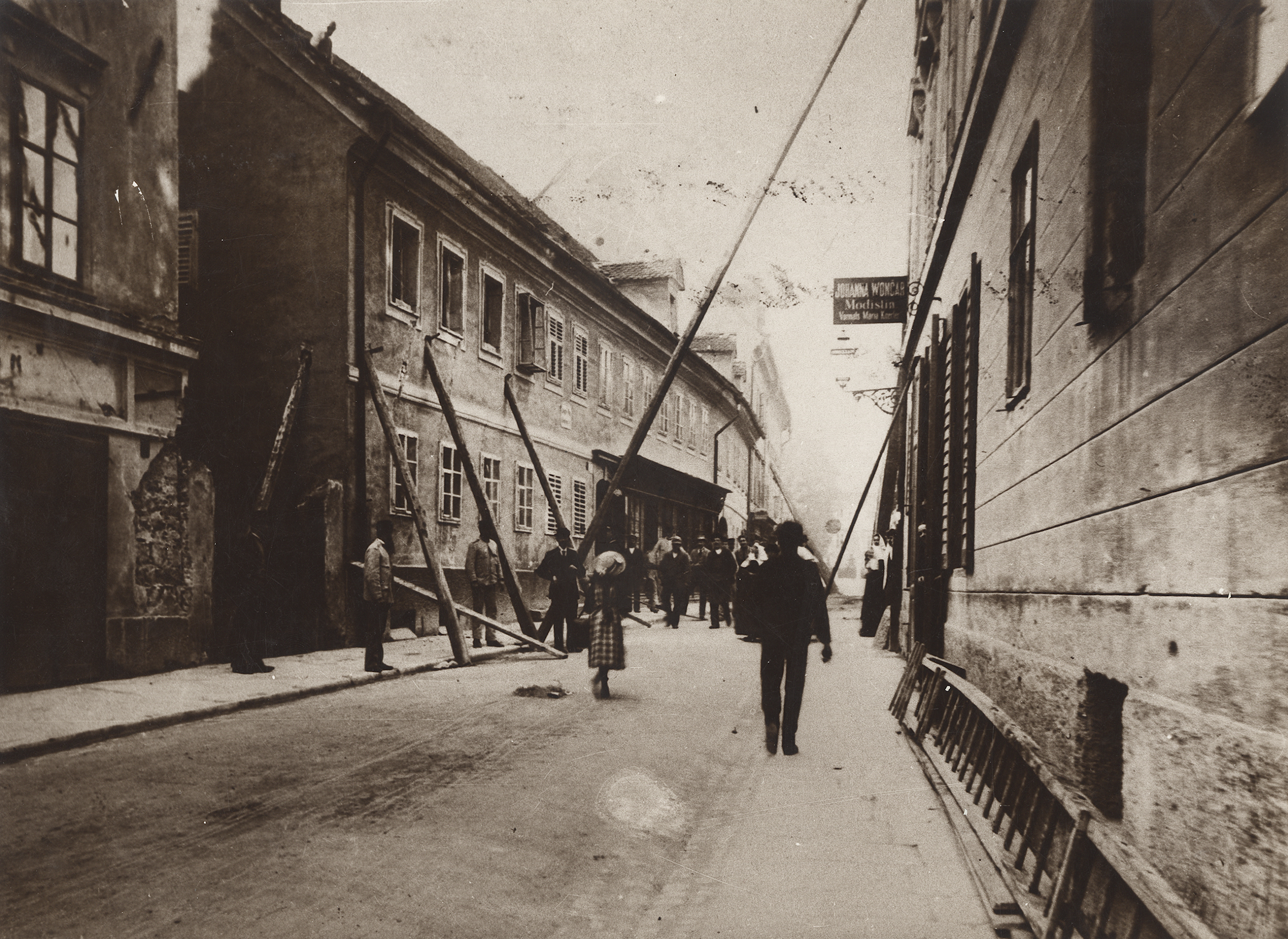
Wolfova ulica na de aardbeving

Het voedseltekort werd snel voelbaar in de stad. Daarom werden er vijf veldkeukens opgericht, waar dagelijks gratis duizenden warme maaltijden, of tegen een lage prijs, werden uitgedeeld. De Weense reddingsdienst stuurde ook drie keukenwagens. Er kwam ook veel hulp uit Tsjechië en Kroatië, evenals van leden van de gemeenteraad, onder wie de latere burgemeester Ivan Hribar. De schade na de aardbeving was enorm. De huizen in de Špitalska ulica, de huidige Stritarjeva ulica, waar op één na alle huizen gesloopt moesten worden, waren het meest beschadigd. Ook de Čopova, Židovska en Trubarjeva ulica en Levstikov trg hadden veel schade.

## Heropbouw
De aardbeving veroorzaakte een totale schade van circa zeven miljoen gulden. De ramp had niet enkel negatieve gevolgen, zo werd er bij de heropbouw van de stad meer gekeken naar de stedelijke ordening en architecturale esthetiek. Ook hielden ze meer rekening bij de schokbestendigheid van de gebouwen. Op 18 september 1897 richtte de seismoloog Albin Belar de seismologisch waarnemingscentrum in het Keizerrijk Oostenrijk-Hongarije op in de Vegova ulica.
Ljubljana was na de aardbeving een levendige bouwwerf. De periode is op vlak van urbanisme een van de belangrijkste breekpunten in de geschiedenis van de stad. De stad werd heropgebouwd en uitgebreid naar het plan van architect Max Fabiani. De uitbreiding van de stad vond vooral plaats naar het noorden tot Kolodvor. In vijftien jaar tijd kwamen er 436 gebouwen bij, 655 werden vergroot, en 325 kregen een uitbouw. Er kwamen ook nieuwe bruggen, monumenten, parken, telefoonlijnen en riolering. 
De periode tussen 1896 en 1910, ook wel de "Renaissance van Ljubljana" genoemd of "de periode van Hribars Ljubljana", veranderde niet alleen het uiterlijk van de stad, maar hield ook hervorming in in het stadsbestuur op vlak van gezondheidszorg, onderwijs en toerisme. Het gaf de stad een meer Sloveens uiterlijk.